# Luís Manuel Ferreira Delgado
Luís Manuel Ferreira Delgado   (Luanda, 1 de novembre de 1979), conegut com a Luís Delgado, és un exfutbolista angolès de la dècada de 2000.
Fou internacional amb la selecció de futbol d'Angola.
Pel que fa a clubs, destacà a FC Metz i Guingamp.

## Partits internacionals
| Selecció de futbol d'Angola | Selecció de futbol d'Angola | Selecció de futbol d'Angola |
| Any                         | Partits                     | Gols                        |
| --------------------------- | --------------------------- | --------------------------- |
| 1998                        |                             |                             |
| 1999                        | 3                           | 0                           |
| 2000                        | 0                           | 0                           |
| 2001                        | 0                           | 0                           |
| 2002                        | 0                           | 0                           |
| 2003                        | 1                           | 0                           |
| 2004                        | 0                           | 0                           |
| 2005                        | 1                           | 0                           |
| 2006                        | 11                          | 0                           |
| 2007                        | 1                           | 0                           |
| 2008                        | 1                           | 0                           |
| Total                       |                             |                             |